# Badesse
Badesse è una frazione del comune italiano di Monteriggioni, nella provincia di Siena, in Toscana.

## Geografia fisica
La frazione di Badesse è situata nel settore nord-orientale del territorio comunale di Monteriggioni, su una modesta altura a 226 metri d'altitudine. Il borgo è attraversato dal torrente Staggia (35 km) che nasce nei pressi di Fonterutoli e va ad immettersi nel fiume Elsa presso Poggibonsi. Numerosi corsi d'acqua, inoltre, si immettono nello Staggia presso il centro abitato di Badesse, quali i fossi Capagnetta (2 km), Massimina (3 km), Poggio Orlando (2 km), Campofiori (1 km), Maggio (1 km) e Ruota (5 km).
Badesse sorge a ridosso dell'autostrada "Autopalio" e della ferrovia, e confina a nord con Lornano, a ovest con Monteriggioni, a sud con Uopini e ad est con Basciano. Dista inoltre 4 km dal capoluogo comunale e 5 km da Siena.

## Monumenti e luoghi d'interesse

### Architetture religiose
- Chiesa di San Bernardino da Siena, chiesa parrocchiale della frazione, è stata progettata dall'architetto senese Sandro Senni e consacrata il 13 maggio 2012 dall'arcivescovo Antonio Buoncristiani.[8][9][10] La parrocchia di Badesse era stata istituita negli anni sessanta del XX secolo, e fino al 2009, anno di inizio lavori dell'edificio di culto, le funzioni erano svolte in un edificio prefabbricato.[11] La moderna chiesa possiede una pianta semi-ellittica che va ad interrompersi nel punto di intersezione con una seconda curva ellittica, che va idealmente a unirsi per formare il campanile.[12] La struttura è in calcestruzzo e legno, con esterni in laterizio, e presenta all'interno una grande vetrata che permette l'ingresso di una lama di luce sul crocifisso del presbiterio.[12]

- Cappella di San Rocco, piccolo edificio di culto, già chiesa storica di Badesse, fu edificata nel 1761, su iniziativa delle monache "trafisse" di Siena: per tale motivo l'oratorio è noto anche come "cappella delle Trafisse".[13] L'intitolazione a san Rocco è intesa per invocare la protezione del santo contro la peste, ma anche contro le malattie del bestiame.[13] Caduta poi in stato di semi-abbandono, fu restaurata nel 2009 e nuovamente riaperta il 13 maggio dello stesso anno.[13][14] L'edificio ad aula unica rettangolare presenta una facciata a capanna intonacata, con lesene in laterizio e un frontone, ed un portale sormontato dallo stemma del monastero delle Trafisse (in origine era qui situato un bassorilievo raffigurante Maria).[15] Nel presbiterio si trova una scultura di san Rocco di Pier Luigi Olla.[15]

### Architetture civili
- Ponte Ottarchi, ponte monumentale della ferrovia.

### Altro
- Monumento a san Bernardino da Siena: si tratta di una statua in bronzo raffigurante il santo massetano, realizzata dallo scultore Plinio Tammaro e inaugurata nella piazza antistante la chiesa parrocchiale il 13 maggio 2012.[8][10]

## Infrastrutture e trasporti

### Strade
La frazione è servita da un proprio svincolo (uscita Badesse) sul raccordo autostradale 3 Siena-Firenze, comunemente nota come "Autopalio".

### Ferrovie
La frazione sorge lungo la Ferrovia Centrale Toscana, che collega Chiusi a Empoli, e possiede una propria stazione ferroviaria (stazione di Badesse).

## Sport
A Badesse ha sede la società calcistica A.S.D. Badesse, fondata nel 1969, militante nel campionato di Serie D. Le partite casalinghe sono giocate presso il locale Campo sportivo di via Togliatti.

## Galleria d'immagini

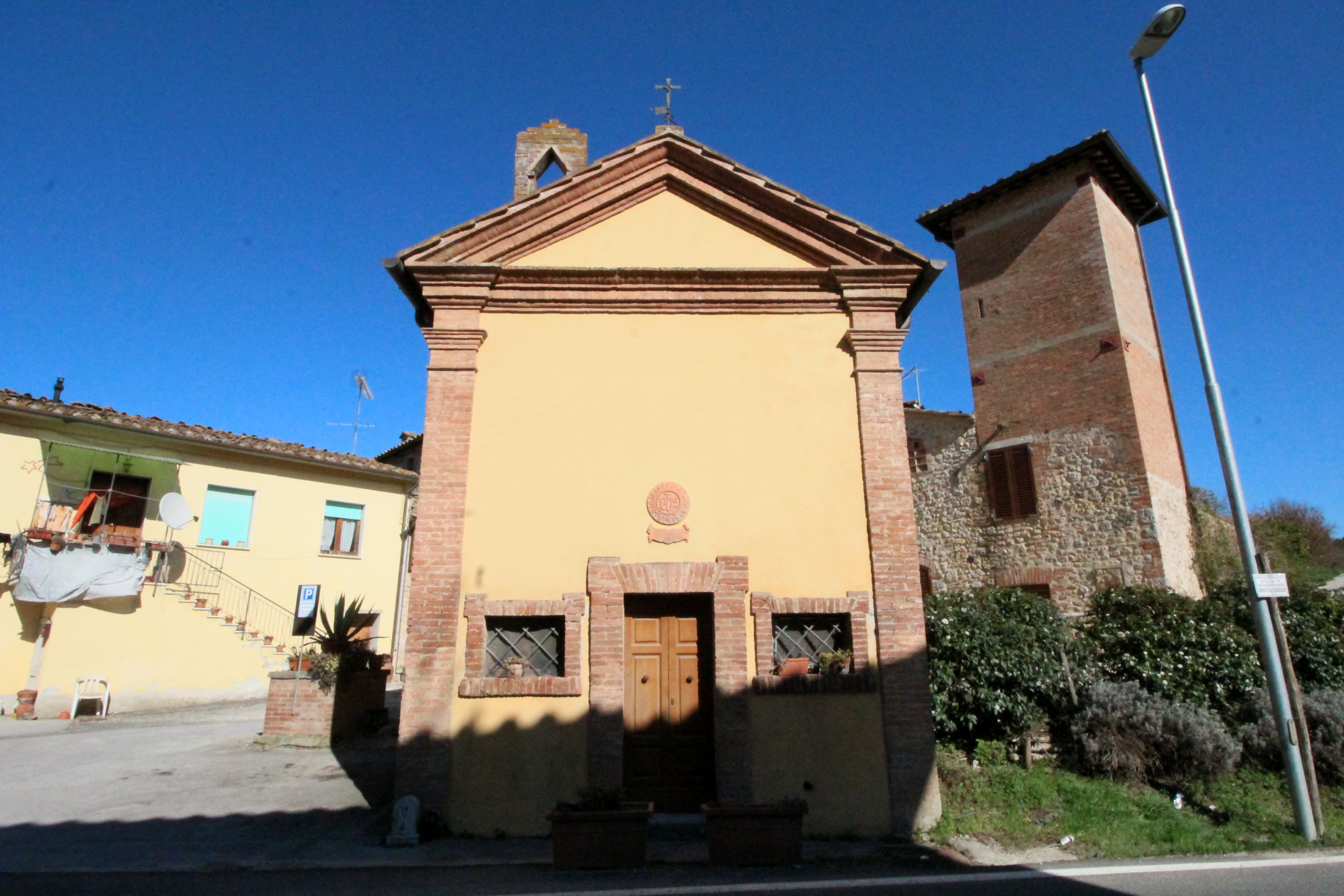
La cappella di San Rocco
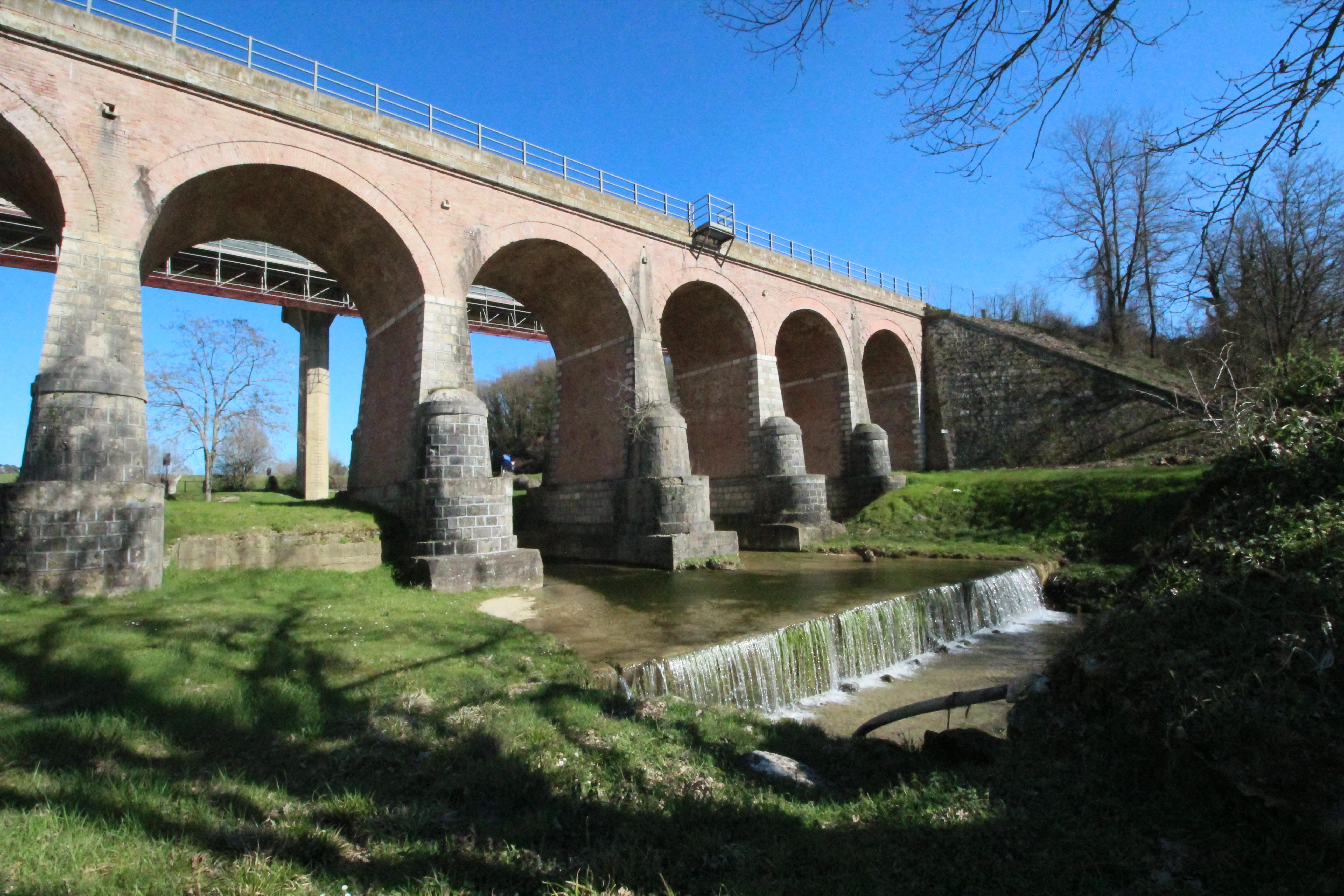
Il Ponte Ottarchi
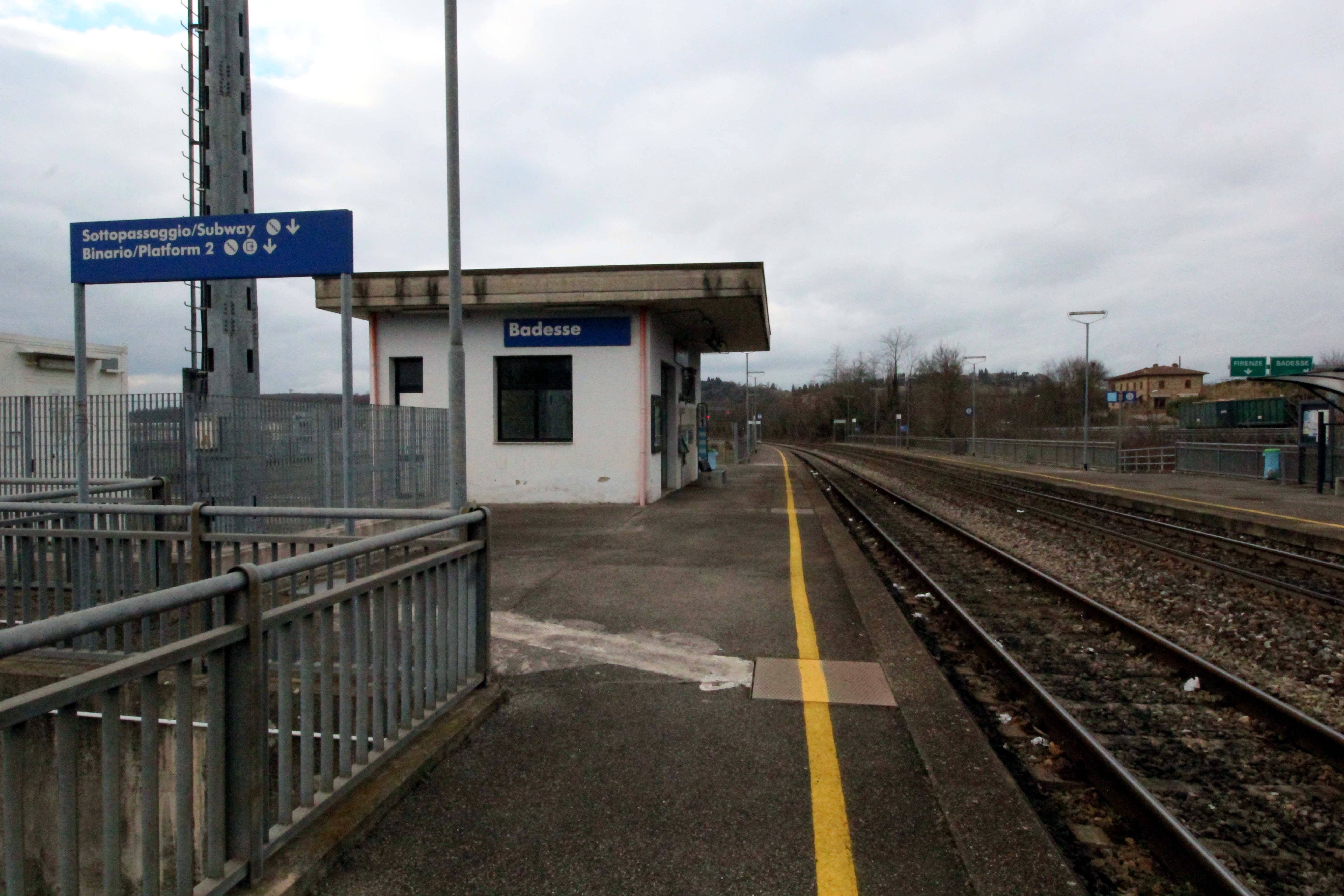
La stazione ferroviaria di Badesse